# Fonds russe d'investissements directs
Pour les articles homonymes, voir RDIF.
Le Fonds russe d'investissements directs ou d'investissement direct, abrégé de l'anglais RDIF, est un fonds souverain créé par le gouvernement de la fédération de Russie en juin 2011. Il a pour but d'investir dans des secteurs clef de l'économie russe qui connaissent une forte croissance. À sa création, il a été doté d'un capital de 10 milliards de dollars américains.

## Histoire
Le RDIF est fondé en juin 2011 sous la direction du président russe Dmitri Medvedev et du Premier ministre Vladimir Poutine. 
Au cours de la première année de son opération, RDIF a acquis des actions de la Bourse de Moscou MICEX-RTS et Enel Russie.
En juin 2012, le RDIF et la China Investment Corporation (CIC) créent le Fonds d'investissement russo-chinois. 
Le 2 juin 2016, le président de la Fédération de Russie, Vladimir Poutine, signe la loi fédérale sur le Fonds d'investissement direct russe modifiant le statut du RDIF. Selon la loi, le RDIF est devenu le fonds souverain de la Fédération de Russie. 